# Rhaphiostylis poggei
Rhaphiostylis poggei är en tvåhjärtbladig växtart som beskrevs av Adolf Engler. Rhaphiostylis poggei ingår i släktet Rhaphiostylis och familjen Icacinaceae. Inga underarter finns listade i Catalogue of Life.